# Ипполитов, Евгений Георгиевич
Евгений Георгиевич Ипполитов (19 мая 1930 года, Москва, РСФСР, СССР — 4 февраля 2005 года, Москва, Россия) — советский и российский химик, директор Института химии ДВО РАН (1976—1984), член-корреспондент АН СССР (1979), член-корреспондент РАН (1992).

## Биография
Родился 19 мая 1930 года в Москве.
В 1954 году — окончил химический факультет МГУ, после чего работал в Институте общей и неорганической химии АН СССР.
В 1974 году — защитил докторскую диссертацию.
С 1976 по 1984 годы — директор Института химии Дальневосточного научного центра АН СССР, с 1985 года — работал в Институте вулканологии ДВЦ АН СССР.
В 1979 году — избран член-корреспондентчлен-корреспондент АН СССР, в 1992 году — стал членом-корреспондентом РАН.
С 1986 года и до конца жизни — заведующий кафедрой физической и аналитической химии Московского педагогического государственного университета
Умер 4 февраля 2005 года, похоронен на Троекуровском кладбище Москвы.

## Научная деятельность
Специалист в области синтеза неорганических материалов.
Изучал комплексные фториды платины и рения, впервые получил и исследовал класс координационных фторидов шестивалентного рения.
Позднее получил фториды для оптических и лазерных монокристаллов, оптической керамики и химических источников тока; предложил модель ионных кристаллов со сжимаемыми ионами; разработал методы синтеза координационных соединений бора, олова с пероксолигандами; получил пербораты, используемые для отбеливания и в моющих средствах.
В 1975 году предложил способ промышленного получения обесфторенного (кормового) фосфата аммония из экстракционной фосфорной кислоты.
Автор свыше 200 статей, 2 монографий, 51 авторских свидетельств.

## Награды
- Государственная премия СССР надо уточнить дату и основание для награждения[уточнить]
- Орден Дружбы народов (1980)